# Yahoo! Answers
Yahoo! Answers è stato un servizio web forum messo a disposizione gratuitamente da Yahoo! Corporation, attraverso l'omonimo sito web. Yahoo! Answers permetteva di inviare domande e ricevere risposte su ogni argomento suddiviso in opportune categorie. Il sito fu disponibile dal 28 giugno 2005 ed anche in italiano dal 14 giugno 2006.
Dal 20 aprile 2021, il servizio è stato reso disponibile solo in modalità lettura, mentre il 4 maggio 2021 è stato chiuso definitivamente.

## Descrizione

### Funzionalità del sito
Per usare Yahoo! Answers era sufficiente effettuare una registrazione su Yahoo! (con un unico account erano disponibili tutti i servizi del portale web) ed avere un'età minima di 13 anni. La possibilità di porre domande e fornire risposte era aperta a tutti gli iscritti, nei limiti previsti dalla scala dei livelli utente. L'autore della domanda poteva scegliere la risposta migliore.

### Categorie
Le domande di Answers erano divise in varie categorie e sottocategorie; il sistema suggeriva la categoria più idonea basandosi su una serie di parole-chiave, tuttavia la scelta finale spettava all'utente che formulava la domanda. Ad esempio, ponendo una domanda nel cui titolo compare la parola "Wikipedia", veniva suggerita la categoria "Computer e Internet" e la sottocategoria "Internet".
Le categorie di Yahoo! Answers erano in totale 29:
- Affari e finanza;
- Ambiente;
- Animali da compagnia;
- Arte e cultura;
- Auto e trasporti;
- Bellezza e stile;
- Casa e giardino;
- Computer e Internet,
- Elettronica di consumo,
- Giochi e passatempi;
- Gravidanza e genitori;
- Mangiare e bere;
- Mangiare fuori;
- Matematica e scienze;
- Musica e intrattenimento;
- Negozi ed aziende locali;
- Notizie ed eventi;
- Politica e governo;
- Relazioni e famiglia;
- Salute;
- Scienze sociali;
- Scuola ed educazione;
- Servizi Yahoo;
- Società e culture;
- Sport;
- Viaggi.

### Sistema dei punti
Il servizio prevedeva anche un sistema di punti, in base ai quali gli utenti potevano avanzare di livello: a livelli maggiori corrispondevano maggiori privilegi. Ad esempio l'utente poteva fornire link cliccabili soltanto dal secondo livello in poi. Fino a inizio 2013, gli utenti dal quinto livello in poi avevano risposte e voti illimitati, ma successivamente anche a loro venne posto un limite per incoraggiare tutti gli utenti di livello alto a privilegiare la qualità dei contenuti piuttosto che la quantità.
Dall'inizio del 2014, le valutazioni potevano essere assegnate illimitatamente anche al livello 1. Non era possibile rispondere alle domande definite "risolte", cioè in cui era stata già assegnata una migliore risposta.
| Livelli | punteggio     |
| ------- | ------------- |
| 1       | 1–249         |
| 2       | 250–999       |
| 3       | 1.000–2.499   |
| 4       | 2.500–4.999   |
| 5       | 5.000–9.999   |
| 6       | 10.000–24.999 |
| 7       | 25.000+       |

Il sistema dei punti è riassumibile in questa tabella:
| Azione | Punti                     |
| --- | ------------------------- |
| Inizia a partecipare a Yahoo Answers                                                                                      | +100 (una tantum)         |
| Fai una domanda | 0                         |
| Scegli la miglior risposta alla tua domanda                                                                               | +6                        |
| Rispondi a una domanda | +2                        |
| Elimina una risposta | -2                        |
| Accedi a Yahoo Answers | +1 (tutti i giorni)       |
| La tua risposta viene scelta come migliore                                                                                | +10                       |
| Ricevi un "pollice su" in una delle migliori risposte che hai fornito (vengono conteggiati un massimo di 50 "pollici su") | +1 per ogni pollice in su |
| Un tuo contenuto (domanda, risposta, commento) viene eliminato per una violazione                                         | -10                       |

## Chiusura
Il 5 aprile 2021, Yahoo! ha annunciato che Answers sarebbe stato chiuso il 4 maggio successivo. Il 20 aprile, il sito web è passato alla sola lettura, impedendo agli utenti di porre o rispondere alle domande. Il sito è stato disattivato il 4 maggio 2021, dopo 15 anni di attività (versione italiana).
L'Archive Team in collaborazione con Internet Archive, al momento dell'annuncio della chiusura del servizio, ha avviato un progetto per l'archiviazione delle quasi 84 milioni di domande e relative risposte, i cui link erano reperibili nella Sitemap di Yahoo Answers. Attualmente sono accessibili dalla Wayback Machine circa 10.000 link a singoli thread.
Secondo i media italiani, fu un servizio telematico partecipativo «storico», uno strumento di utilità per tutti gli internauti di ogni età, precursore dei risponditori automatici su Internet. Fra le ipotesi di chiusura più accreditate, prese in esame in Italia, riguarderebbero il rispetto dell'attuazione del diritto all'oblio dei vecchi utenti iscritti con le proprie credenziali.

## Distintivi

### Answeriano Doc
Quando un utente dimostrava di essere esperto in un determinato argomento, poteva essergli assegnata una targhetta di colore arancione con sopra scritto Answeriano Doc, che compariva al di sotto del suo nickname. Inoltre, nella pagina del suo profilo, venivano riportate le sottocategorie (al massimo tre) nelle quali l'utente aveva ricevuto tale titolo.
Per diventare Answeriani Doc bisognava ricevere un certo numero (non meglio specificato dallo Staff) di migliori risposte in una determinata categoria, oltre ad avere una percentuale sufficiente di migliori risposte a livello globale.

### Ufficiale
Mediante Yahoo! Answers, diversi personaggi famosi si erano consegnati alle domande degli utenti o avevano posto loro stessi domande agli utenti riguardanti argomenti a loro correlati. Per distinguerli da eventuali fake, veniva loro assegnata tale targhetta.

### Knowledge Partner
I Knowledge Partner erano degli esperti che rispondono alle domande dei normali utenti per dargli dei consigli. Questa categoria non partecipava al sistema di punti e livelli e le risposte inviate erano riconoscibili grazie all'etichetta viola posta sotto all'avatar dell'utente accompagnata da una lampadina stilizzata di colore giallo scuro.

## Sistema di moderazione
Gli utenti potevano segnalare allo Staff domande o risposte in cui ritenevano vi fosse una violazione delle Linee guida e/o dei Termini del Servizio, e nello specifico qualora ritenevano fossero presenti contenuti offensivi, razzisti, discriminatori, illegali, eccetera, o comunque contrari allo spirito del sito (domande o risposte con invettive personali, chat o comunicazioni personali).
Lo staff del sito, in seguito alla segnalazione di uno o più utenti, poteva cancellare il contenuto considerato abusivo, sottraendo di conseguenza 10 punti all'utente che riceveva la violazione, senza alcun preavviso. Era comunque possibile appellarsi a tale decisione, esponendo le proprie motivazioni, tramite un apposito modulo; non si aveva però alcuna garanzia che tale appello venisse esaminato (la risposta era comunque in un formato standard), probabilmente a causa dell'enorme mole di appelli che venivano ricevuti dallo Staff giornalmente da utenti che vedevano essere bannati ingiustamente i loro account.
Come conseguenza di un imprecisato numero di avvisi di violazioni ricevuti da un utente, lo Staff poteva decidere di riesaminare il caso e sospendere l'accesso dell'utente al solo servizio Yahoo! Answers oppure, in casi estremi, poteva decidere di cancellare l'account, escludendo automaticamente l'utente da tutti i servizi Yahoo!, posta elettronica inclusa. In ogni caso, come veniva precisato nel punto 13 delle Condizioni generali per l'Utilizzo del Servizio, lo Staff non era formalmente tenuto a fornire la motivazione della sospensione/cancellazione dell'account, così come non lo era nel fornire motivazioni in merito alla moderazione dei contenuti.
Nel 2008 fu introdotto un nuovo sistema di moderazione da parte della community, con lo scopo di contrastare una moderazione dei contenuti basata su questioni strettamente personali, piuttosto che su motivi oggettivamente condivisibili, evitando quindi che i membri della community fossero protagonisti della cancellazione di contenuti appropriati. Il sistema della community moderation era basato sulla "reputazione": tante più le segnalazioni erano ritenute corrette, maggiore era la reputazione del segnalatore che, in futuro, avrebbe perciò avuto maggiore influenza (o credibilità) e avrebbe potuto eliminare più rapidamente contenuti che riteneva in violazione delle linee guida; in caso di segnalazioni infondate, invece, la reputazione diminuiva. All'atto della segnalazione, il sistema confrontava i livelli di reputazione del segnalato e del segnalatore e stabiliva se eliminare automaticamente il contenuto o attendere un intervento meno tempestivo da parte di un membro dello Staff.
Nel 2012 il sistema di moderazione da parte della community fu potenziato, al fine di raggiungere una moderazione dei contenuti sempre più equa nei confronti di tutti. Nonostante alcuni vantaggi (fu tolta l'influenza sulla moderazione agli utenti comuni, che non avevano dimostrato di aver segnalato correttamente o che lo avevano fatto solo poche volte), probabilmente principalmente a causa del continuo aumentare degli utenti che usufruivano del servizio, sembro che fossero stati dati maggiori privilegi agli utenti che erano maggiormente assidui nelle segnalazioni piuttosto che a coloro che segnalavano meno frequentemente ma con più accuratezza. Lo Staff cerco di dare il potere di eliminare istantaneamente i contenuti a meno utenti, i quali sarebbero stati scelti con maggiore accuratezza, tuttavia a lungo andare qualcosa deve essere andato storto e si sono comunque verificate delle scorrettezze, solo diverse dalle precedenti. Ad alcuni utenti venne il dubbio che fossero presenti gruppi di utenti organizzati, o anche singoli individui con molti account, che erano riusciti a sfruttare il sistema delle segnalazioni al fine di portare alla cancellazione di contenuti che non condividevano, piuttosto che di contenuti che furono stati, o sarebbero dovuti essere, segnalati perché non conformi alle regole del sito.
Questo sistema ha causato frustrazione in parte degli utenti, che consideravano censurate le proprie idee, da loro ritenute conformi alle linee guida del sito, mentre vedevano permanere pubblicati altri contenuti che invece sarebbero dovuti essere eliminati, in quanto moralmente inaccettabili, discriminatori o illegali (turpiloquio, truffe, incitamento all'odio razziale, omofobia, transfobia, odio verso i rifugiati, avatar rappresentanti croci uncinate e molti altri simboli dei regimi di destra). Il sistema, e la difficoltà ad avere una risposta diversa dal formato standard da parte dello staff in caso di appelli o sollecitazioni ad intervenire, portò vari utenti a disinteressarsi del sistema di moderazione, rinunciando quindi a segnalare i contenuti non appropriati e ad appellarsi in caso di segnalazione non accurata, oppure preferirono abbandonare il sito. Lamentele ci furono anche dai titolari di piccoli siti e blog talora penalizzati da certi comportamenti.

## Nazioni in cui era presente Yahoo! Answers
- Argentina
- Australia
- Brasile
- Canada
- Cina
- Corea del Sud
- Filippine
- Francia
- Germania
- Giappone
- Hong Kong
- India
- Indonesia
- Italia
- Malaysia
- Messico
- Nuova Zelanda
- Regno Unito
- Singapore
- Spagna
- Stati Uniti
- Taiwan
- Thailandia
- Vietnam